# Úrbel del Castillo
Úrbel del Castillo és un municipi de la província de Burgos a la comunitat autònoma de Castella i Lleó. Forma part de la comarca de Páramos. Inclou les pedanies de La Nuez de Arriba i Quintana del Pino.

## Demografia
| 1991 |  | 1996 |  | 2001 |  | 2004 |
| ---- |  | ---- |  | ---- |  | ---- |
| 117  |  | 103  |  | 98   |  | 100  |